# Breyten Breytenbach
Breyten Breytenbach, född 16 september 1939 i Bonnievale, Västra Kapprovinsen, död 24 november 2024 i Paris, Frankrike, var en sydafrikansk författare, poet och konstnär, bror till officeren Jan Breytenbach.
Breyten Breytenbach studerade vid universitetet men hoppade av och startade en litterär rörelse, "sestigers", med André Brink. Senare flyttade Breytenbach till Paris för att gå på konstskola. Där träffade han Yolande Goldondrina Sonrisa och gifte sig med henne. Men eftersom hon var vietnamesiska (och alltså inte "vit") var äktenskapet olagligt i apartheidens Sydafrika och han kunde inte återvända.
Breytenbach hade flera framgångsrika konstutställningar i Paris och Amsterdam under 1960-talet. Han debuterade som författare 1964 med prosaskisserna Katastrofes och diktsamlingen Die Ysterkoei moet sweet. Under de närmaste tio åren gav han ut tio diktsamlingar. Han engagerade sig också mot apartheidregimen. I augusti 1975 befann han sig hemligt och med falskt pass i Sydafrika för att organisera samarbete med African National Congress. Han greps och dömdes till nio års fängelse för samhällsomstörtande verksamhet. Efter sju år (varav två i isoleringscell) släpptes han efter påtryckningar från bland annat franska regeringen. Han blev senare fransk medborgare. I Sanna bekännelser av en albinoterrorist skildrar han sin tid i fängelse.

## Svenska översättningar
- Death white as words (1978) (Blodet på dörrposterna: dikter, tolkade av Roy Isaksson, Fripress, 1984)
- The true confessions of an albino terrorist (1984) (Sanna bekännelser av en albinoterrorist, översättning Thomas Preis, Norstedt, 1985)
- A season in paradise (1980) [original på afrikaans] (En tid i paradiset, översättning Gunnar Pettersson, Norstedt, 1986)
- End papers (1986) (Bokslut Sydafrika, översättning Ingrid Wikén Bonde, Norstedt, 1987)
- Memory of snow and of dust (1989) (Kameleontens spår, översättning Hans Berggren, Norstedt, 1990)
- Return to Paradise: an African journal (1992) (Åter till paradiset, översättning Boo Cassel, Norstedt, 1993)

Utställningskatalog
- Cadavre exquis (Utställning: Självporträtt och andra förfäder, Kulturhuset, Stockholm, 26 januari-17 mars 1991) (katalogredaktör Elisabet Haglund, översättare: Ingrid Wikén-Bonde)

### källor
- Norström Ridæus, Barbro (1995). 100 vägar till Afrika: en introduktion till modern afrikansk skönlitteratur. Uppsala: Nordiska Afrikainstitutet. Libris 10163003. ISBN 91-7106-368-4. http://urn.kb.se/resolve?urn=urn:nbn:se:nai:diva-289